# Half Assini
Awiane, aussi connue sous le nom Half Assini, est une ville côtière du Ghana, située à l'extrême ouest de ce pays de la Côte de l'Or. Chef-lieu de la municipalité de Jomoro, c'est le berceau de la famille du Président Kwame Nkrumah (1909-1972).